# Маловодие
Маловодие — уменьшение количества околоплодных вод при беременности ниже нормы для данного срока. Встречается в 4 % беременностей
.
Ассоциируется с повышенной перинатальной смертностью, преждевременными и осложненными родами. Часто приводит к недоразвитию легких у плода, нарушению строения скелета и другой патологии. Противоположное состояние называется многоводием.

## Этиология
Наиболее частые причины на ранних сроках включают недоразвитие почек у плода (синдром Поттера), поликистоз почек, обструкцию мочевыводящих путей
.
Другой частой причиной является фетоплацентарная недостаточность вследствие позднего токсикоза, гестационной гипертензии, сахарного диабета у матери.
На поздних сроках маловодие часто объясняется незаметным подтеканием околоплодных вод через надрывы плодного пузыря. При переношенной беременности физиологически уменьшается количество вод параллельно со старением плаценты.
Также к маловодию могут приводить выраженная дегидратация у матери, применение ею ингибиторов АПФ и никотиновая интоксикация.

## Симптомы и диагноз
Симптомами маловодия могут быть:
- Малые размеры живота по сравнению с нормой для данного срока;
- Болезненность при движениях плода в матке после 18 — 20 недели беременности.

В большинстве случаев маловодие выявляется при плановом УЗИ. Диагноз ставится на основании уменьшения амниотического индекса менее 5 см, что соответствует количеству околоплодных вод менее 600 мл.

## Возможные осложнения
В первом триместре маловодие часто ассоциируется с невынашиванием беременности, поскольку чаще всего происходит из-за генетической патологии плода.
Маловодие во всех случаях приводит к внутриутробной задержке развития плода и повышает риск перинатальной смерти. Риск преждевременных родов составляет 26 %. В родах велика вероятность выпадения пуповины, преждевременного разрыва плодных оболочек и инфицирования.
Дети рождаются с низкой массой тела и недоразвитыми легкими. Кроме того, часто встречается недоразвитие скелета: искривление ног, узкая грудная клетка (из-за бокового давления), атрезии пищеварительного тракта и др.

## Ведение беременности и родов
При маловодии, не связанном с пороками развития почек у плода, помогает обильное питье жидкости в объёме около 2 литров в день.
Увеличение амниотического индекса при этом достигает 30 %.
При маловодии, ассоциированном с гестозом или сахарным диабетом у матери требуется тщательное их лечение.
Накануне родов и во время них возможно введение физиологического раствора поваренной соли в плодный пузырь, что значительно снижает риск осложнений, в частности ущемления пуповины.